# رون غانت
رون غانت (بالإنجليزية: Ron Gant)‏ هو لاعب كرة قاعدة أمريكي، ولد في 2 مارس 1965 في فيكتوريا في الولايات المتحدة.

## وصلات خارجية
- رون غانت على موقع دوري كرة القاعدة الرئيسي (الإنجليزية)
- رون غانت على موقعبيزبول رفرنس.كوم (الدوري الرئيسي) (الإنجليزية)
- رون غانت على موقعبيزبول رفرنس.كوم (الدوري الثانوي) (الإنجليزية)
- رون غانت على موقع إي إس بي إن.كوم (أم.أل.بي) (الإنجليزية)
- رون غانت على موقع مشجعي الرسوم البيانية (الإنجليزية)